# Wanne (Trois-Ponts)
Wanne (wa. Wene) – dzielnica (section) gminy Trois-Ponts w Belgii, w Regionie Walońskim, w prowincji Liège, w okręgu Verviers. 1 stycznia 2020 roku liczyła 759 mieszkańców. Do 31 grudnia 1964 r. samodzielna gmina.

## Demografia
Liczba mieszkańców, stan na 1 stycznia:
| Rok                | 1930 | 1947 | 1961 | 2020 |
| ------------------ | ---- | ---- | ---- | ---- |
| Liczba mieszkańców | 913  | 741  | 703  | 759  |